# Тёмные века (Византия)

Византия и соседние государства в середине VIII века

Тёмные века́ (англ. Dark Ages) — принятое в византийской историографии название периода Византийской истории между приблизительно 650 и 850 годами, считающегося переходным между эпохой Поздней античности и средневизантийским периодом. Основными характеристиками периода являются уменьшение сохранившихся письменных источников и экономический упадок городов, фиксируемый в археологических и нумизматических источниках.
«Тёмные века» стали для Византии периодом внешних и внутренних потрясений. Обширная империя, образовавшаяся в результате победоносных войн Юстиниана I, к началу VII века стала распадаться: большая часть Италии была захвачена лангобардами, на владения в Испании претендовали вестготы. В результате арабо-византийских войн к середине столетия Византия утратила африканские и ближневосточные владения. Балканы находились в постоянной угрозе нашествий со стороны славян и аваров. К концу VII века в империи, помимо Константинополя, осталось только несколько значительных городов. Арабское вторжение оказало деморализующее действие на византийское общество. Распространяющиеся призывы к благочестию и борьбе с идолопоклонством привели к возникновению иконоборческого движения. Мало известно о культурных достижениях периода.
В экономическом отношении «тёмные века» были сложным периодом для Византии, характеризовавшимся резким уменьшением населения, сокращением размера городов и соответствующим уменьшением производства и торговли. Упадок хозяйственной деятельности подтверждается нумизматическими и археологическими данными. Ярким показателем является резкое уменьшение количества монет, датируемых периодом «тёмных веков», что позволяет предполагать прекращение их чеканки в отдельных городах в VIII веке. Степень и характер упадка, равно как его хронологические и географические границы, являются предметом дискуссии. Упадок позднеантичных полисов в Византии был сложным процессом, о котором сохранилось мало письменных и материальных свидетельств. Его связывают как с внутренними проблемами городов, в числе которых называют ослабление местного самоуправления после IV века и усиливающиеся финансовые трудности, так и разнообразные внешние обстоятельства. Выдвигались теории о влиянии варварских нашествий, голода, эпидемий, землетрясений и других природных бедствий, результатом которых стал катастрофический финансовый, культурный и демографический коллапс городов на территории бывшей Римской империи. Согласно одной из теорий, в период «тёмных веков» наиболее распространённой формой города стало укреплённое поселение-кастрон, а сам процесс описывается как «переход от полиса к кастрону». Периметр городских стен у кастронов был существенно меньше, чем у более ранних городов, что, по мнению некоторых исследователей, указывает на их меньшую населённость.
Возобновление интеллектуальной культуры в Византии относят к рубежу VIII—IX веков, когда вновь начали во множестве создаваться рукописи. Признаки возрождения городской культуры, в начале IX века наблюдаемые только в Константинополе, к XI веку становятся повсеместными. Стабилизации положения империи способствовали отсутствие династических конфликтов (Македонская династия правила с 867 по 1028 год), защита границ и возобновление территориальной экспансии в середине IX века, укрепление денежной системы после реформ императоров Никифора I и Феофила, относительно эффективная налоговая система, устойчивое законодательство и экономическое регулирование.

## Исторический фон

Византийская империя (обозначена тёмно-кирпичным цветом) в 650 году

В VII веке в Средиземноморье повсеместно наблюдался экономический упадок и политическая нестабильность. Среди византинистов считается общепризнанным, что состояние византийского общества в правление императора Ираклия I (610—641) и его потомков, а также в период Исаврийской династии (717—802) существенно отличалось от того, которое было при Юстиниане I (527—565) или Василии II (976—1025). Негативные явления начались уже при Юстиниане: на протяжении почти всего его царствования велись разорительные войны с Персией, в 529 году была закрыта Платоновская Академия, с 542 года империю опустошала Юстинианова чума, регулярно происходили разрушительные землетрясения, в 535—536 годах произошло существенное похолодание.
Хотя «тёмные века» не имеют определённого начала, хронологию периода обычно начинают с 602 года, когда император Маврикий (582—602) был свергнут Фокой (602—610). Согласно Феофилакту Симокатте, перед гибелью император успел обратиться за помощью к своему другу персидскому шаху Хосрову II. Воспользовавшись предлогом, Персия напала на Византию, начав последнюю войну в длинной серии римско-персидских войн. Первый этап войны сложился крайне неудачно для Византии. В 604 году пала крепость Дара, между 608 и 610 годами персы захватили ряд других крепостей в Месопотамии и Сирии, на укрепление которых в VI веке были потрачены огромные средства. В то же время, желая сохранить стабильность на Балканах, Фока выплачивал крупные суммы аварам. В результате начавшегося в Африке восстания, в 610 году Фока был свергнут, а императором стал Ираклий I (610—641). Одним из первых своих решений новый император отозвал войска с Балкан, что привело к масштабному вторжению славянских и аварских племён, но не улучшило положение на востоке. В 611 году персы захватили всю восточную Сирию и один из крупнейших городов империи — Антиохию. Через два года наступление противника продолжилось. В 613 году был утрачен Дамаск, год спустя — Иерусалим, а в 615 году персы дошли до пригорода столицы Халкидона. В 620 году завершилось завоевание Египта, и империя утратила не только один из своих важнейших экономических и религиозных центров — Александрию, но и основного поставщика хлеба для Константинополя. В первой половине 620-х годов положение Византии продолжило ухудшаться, и в 623 году Ираклий был вынужден пообещать аварам ежегодную выплату в 200 тысяч номисм. В 626 году персы, авары и славяне начали совместную осаду Константинополя, в которой союзники не достигли успеха. Напротив, успешные действия Ираклия в Закавказье и на территории государства Сасанидов увенчались победой, и в 628 году война была завершена на выгодных для Византии условиях. Победа над Персией дала Византии возможность стабилизировать своё внутреннее положение, но времени на это уже не оставалось. В конце 620-х годов арабские племена были объединены пророком Мухаммедом, и тогда же начались набеги на Византийскую Палестину. Систематическое завоевание восточных провинций империи началось около 633 года. В 636 году византийцы потерпели поражение при Ярмуке, после чего потеря Сирии и Палестины стала неизбежной. В 641 году умер император Ираклий, а в 646 году был окончательно потерян Египет. В конце 640-х годов началось арабское завоевание Северной Африки, вторжение в Анатолию и Армению — не только житницу империи, но и её крупнейший культурный центр. В 653 году арабские армии достигли берегов Босфора. Драматические территориальные потери как минимум дважды приводили императоров к мысли оставить Константинополь и основать столицу в другом месте: в 618 году Ираклий хотел переместить столицу в Карфаген, а в 660-х годах Констант II (641—668) жил в Сицилии. В следующие десятилетия положение продолжило ухудшаться: около 680 года протоболгары заняли земли между Дунаем и Балканскими горами, к 711 году арабы овладели всем побережьем Северной Африки. В 717—718 годах арабы предприняли вторую и последнюю осаду Константинополя.
В VII веке продолжилось начатое в ходе реформ Юстиниана I развитие административной системы империи. Не известно точно, когда начали формироваться новые военно-территориальные единицы — фемы. Поскольку функционирование новой системы было тесно связано с земельной собственностью, её введение оказало влияние на судьбу старой провинциальной аристократии и поддерживаемой ею традиционной культуры. Организация центрального аппарата империи также претерпела изменения после VII века для соответствия новым реалиям. Наиболее значительным изменением стала замена преторианских префектур независимыми службами, обычно возглавляемыми логофетами.
Успех в 718 году не устранил арабскую угрозу, и через непродолжительное время арабы разорили Гангры и осадили Никею. Примерно тогда же император Лев III (717—741) начал симпатизировать иконоборческому движению, усугубляя тем самым раскол в деморализованном обществе. Правление его сына Константина V (741—775) началось с гражданской войны, а в 751 году лангобарды захватили Равенну. Утрата владений в Италии привела к росту влияния франков на Адриатическом побережье и ослаблению византийского влияния в Венеции, ещё признававшей власть императора. Хотя во второй половине VIII века арабам удавалось совершать удачные набеги, перевес постепенно склонялся на сторону Византии. В 802 году была свергнута Исаврийская династия, а конец следующей династии положили неудачные войны с болгарами. Болгарская угроза надолго была устранена Львом V (813—820), также пришедшим к власти в результате переворота. На правление Михаила II (820—829) пришлись восстание Фомы Славянина и захват Крита арабами. При его сыне Феофиле (829—842), последнем императоре-иконоборце, стабилизировалось финансовое положение империи, а при внуке Михаиле III (842—867) победой при Лалакаоне была устранена арабская угроза в Анатолии.

## Историография

### Состояние источников

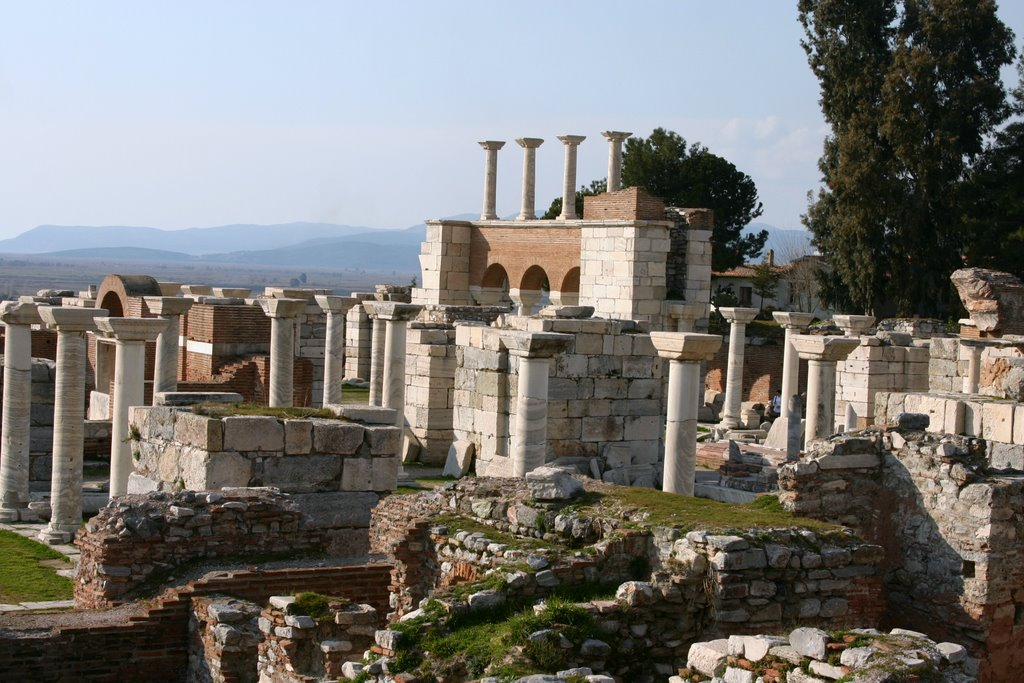
Развалины Базилика Святого Иоанна на холме Айясолук в Эфесе

Согласно концепции Эдуарда Гиббона, обоснованной в его классической работе «История упадка и разрушения Римской империи», поздняя Римская империя находилась в состоянии непрерывного упадка, основной причиной которого было распространение христианства. Из всего периода существования Византии наиболее беспросветными английский историк считал четыре столетия после правления императора Маврикия, «покрытыми туманом, сквозь который изредка проникают слабые и надломленные лучи исторического света». В значительной степени распространению идеи о наличии интеллектуально незаполненного периода византийской истории способствовал немецкий византинист Карл Крумбахер, который в предисловии к своему обзору византийской литературы «Geschichte der byzantinischen Literatur: Von Justinian bis zum Ende des Oströmischen Reiches, (527—1453)» (2-е изд., 1897) охарактеризовал период между 650 и 850 годами как «бесплодный» (нем. unfruchtbar) в литературном отношении. Русский византинист А. А. Васильев называет 610—717 годы, время правления династии Ираклия, «темнейшей эпохой» (англ. the darkest epoch) за всё время существования Византии, поскольку тогда творческие проявления «полностью вымерли». В Оксфордском словаре Византии «тёмными веками» (англ. Dark Ages) назван период с середины VII века до примерно 800/850 годов. Александр Каждан, посвятивший отдельную монографию обзору византийской литературы 650—850 годов, называет указанный период временем «историографической усталости» после наполненного талантливыми историками ранневизантийского периода, а американский историк Маргарет Маллетт предложила термин «время свёртывания литературы». По мнению историка, период следует подразделить на два, «Тёмное столетие» (650—775) и «Монашеское возрождение» (775—850), из которых последний отмечен большей литературной активностью.
Экономические и политические изменения нашли своё отражение в духовной жизни Византии. Со второй половины VII века византийцы стали гораздо меньше строить, рисовать, писать и переписывать книги. От периода с примерно 512 года, когда был создан Венский Диоскорид, до начала IX века практически не сохранилось рукописей. Два столетия, на которые пришлись тяжёлые войны с Персией в 602—628 годах, осада Константинополя аварами в 626 году и самый тяжёлый этап арабо-византийских войн крайне скудно отражены в трудах историков. Ни один византийский историк уровня Прокопия Кесарийского или Феофилакта Симакатты не описал зарождение ислама или победоносные походы императора Ираклия. После продолжавшегося до начала VII века расцвета историографии, нет ни одного исторического сочинения до конца VIII века. А. Каждан называет только четыре хронографических произведения за более чем столетие, относя их к категории произведений сомнительных и малозначительных. Американский византинист Уоррен Тредголд не согласен с оценкой Каждана, и относит упадок историографии и богословия присущей византийцам осторожности, заставлявшей авторов дождаться завершения войны или религиозного спора, чтобы изложить вопрос с точки зрения победителей. Только около 800 года византийцы снова обратились к своему прошлому. «Избранная хронография» Георгия Синкелла, охватывающая период от сотворения мира до Диоклетиана, была завершена около 810 года, но не касается современных автору событий. Одновременно или несколькими десятилетиями позже появилось несколько хроник, доходящих в своём повествовании до начала IX века. В последние десятилетия VIII века составил свою «Краткую историю» патриарх Никифор. Самым значительным произведением того времени, «жемчужиной средневековой историографии», по выражению Игоря Шевченко, является «Хронография» Феофана Исповедника.
К числу прочих документов эпохи относятся деяния Второго Никейского собора 787 года, в которых частично сохранились решения Иконоборческого собора 754 года. Из законодательных памятников известны Эклога (741) и Земледельческий закон, который точно не датирован. Наконец, сохранилось множество житий и полемических текстов анти-иконоборческой направленности. Источники, относящиеся к византийскому иконоборчеству, не только скудны, они тенденциозны. Ни одного текста, отражающего позицию иконоборцев или же сочувственно относящихся к поддерживающим данное направление религиозной мысли императорам, не сохранилось. Фактически инициаторы иконоборчества из Исаврийской династии, Лев III и его сын Константин V, были подвергнуты «проклятию памяти». Первый иконоборческий период завершился при императрице Ирине в 787 году, а второй длился с 815 года до конца правления императора Феофила. Хотя «тёмные века» в значительной степени пересекаются с периодом иконоборческих споров, большинство исследователей не отождествляют эти два понятия.

### Постановка вопроса о «тёмных веках»

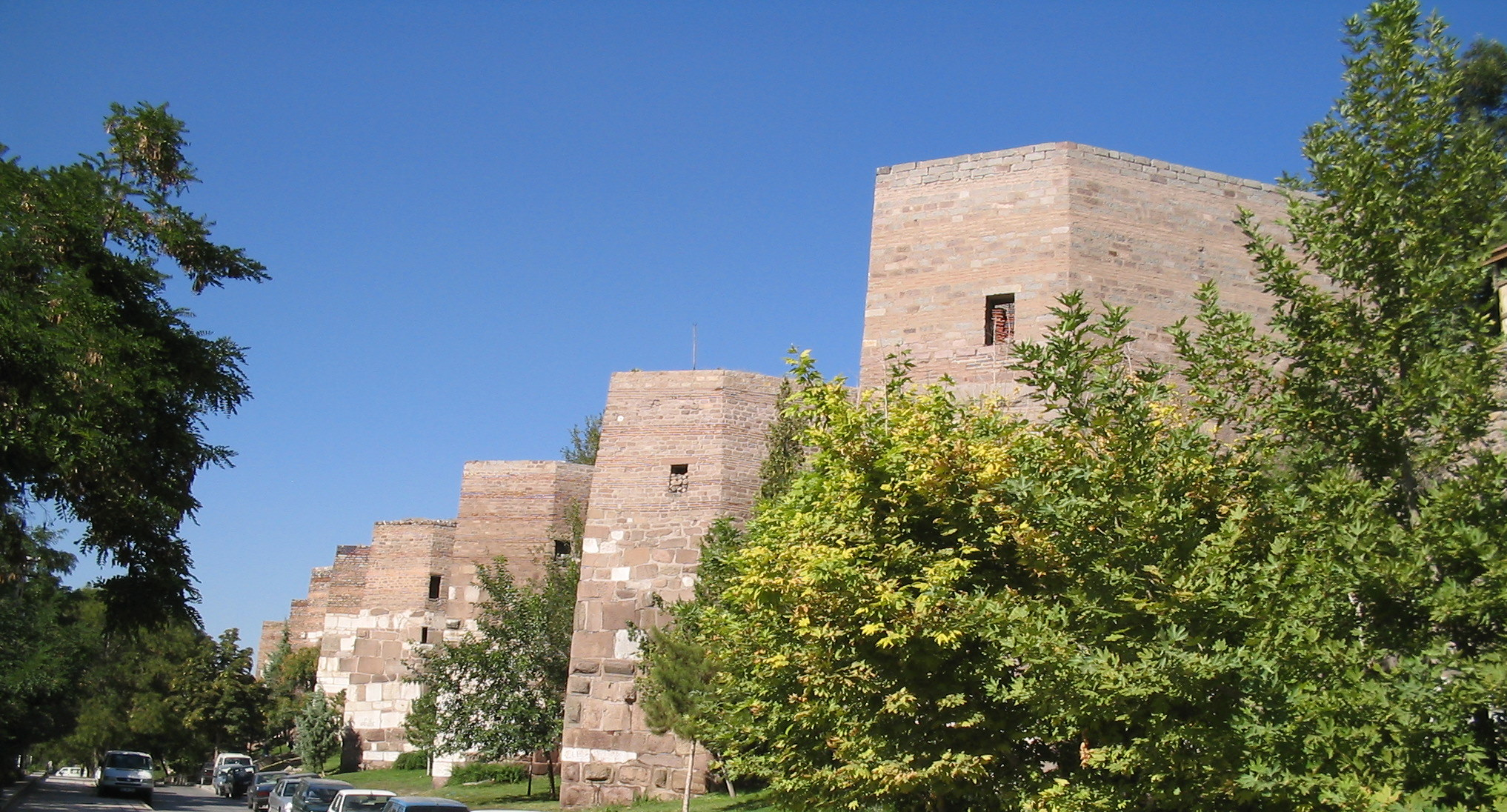
Стены Анкиры, современная Анкара

Вплоть до середины XX века в историографии преобладало мнение, что упадок цивилизации в Западной Европе был вызван варварскими нашествиями в ходе Великого переселения народов. В ряде работ бельгийского историка Анри Пиренна, прежде всего в его книге «Магомет и Карл Великий» (1937), данный тезис был оспорен, и в качестве поворотной точки истории были названы начавшиеся в середине VII века арабские завоевания. Дискуссия по поводу «тезиса Пиренна» вышла за рамки европейской медиевистики. В контексте византинистики последних десятилетий анализ специфики «тёмных веков», как правило, редуцируют к вопросу о судьбе византийского города. Как отмечал в 1967 году советский византинист М. Я. Сюзюмов, «проблема города в „тёмные века“ византийской истории представляет особую значимость, так как вопрос о роли города за период VII — середины IX в. является проблемой континуитета позднеримского общества и влияния античной традиции». Данное явление важно для понимания природы византийского государства в целом, процесса перехода от Античности к Средним векам, а также положения Византии ко времени завоевания её территории османами. Так, например, если городская жизнь в Малой Азии процветала непрерывно вплоть до турецкого завоевания, то такое изменение представляло собой более значительное изменение и предстаёт в другом свете, чем если турки пришли в разорённую и малонаселённую страну. В ранней историографии господствовало представление о византийском городе как продолжении античного полиса. Типичным является мнение русского историка А. П. Рудакова, который утверждал, что «Византия может рассматриваться как агрегат извечных городских общин-полисов».
Современный этап изучения вопроса отсчитывают от дискуссии, инициированной статьёй советского византиниста А. П. Каждана «Византийские города в VII—IX вв.» (1954). Полемизируя с «буржуазными историками», которые, с одной стороны, отождествляли систему производства с существующей в капиталистическом мире (Гуннар Миквиц, Роберт Лопес), а с другой — рассматривали византийские города как непосредственное продолжение античных городов (Карл Дитрих, Николае Йорга). Опровергая тезис Е. Э. Липшиц о многолюдности византийских городов в VII—IX веков и ставя вопрос о непрерывности традиций в их развитии, Каждан отметил невозможность получения ответа только на материале письменных памятников, свидетельства которых неполны, противоречивы и, что более важно, не принадлежат рассматриваемой эпохе. В качестве основных источников, характеризующих состояние городов как центров товарного производства, он предложил использовать данные нумизматики и археологии. Анализируя статистику по раскопкам в различных регионах, Каждан отмечает резкое снижение количеств находящихся в обращении монет по всем регионам Византийской империи для рассматриваемого периода. То же явление фиксируется и по монетам, находившимся в обращении за пределами империи, из чего историк сделал вывод об изменении положения византийских городов, ослаблении товарности хозяйства и росте в них натурально-хозяйственных тенденций. Имеющиеся археологические данные, в середине XX века относящиеся преимущественно к Балканам, также подтверждали, по мнению Каждана, рурализацию или запустение римских городов. Доступные Каждану разрозненные данные по городам Малой Азии и Крыма не противоречили его основному выводу о том, что лишь немногие города, помимо Константинополя, пережили падение рабовладельческой формации. Проблема вызвала особый интерес в советской литературе в связи с более общим вопросом о переходе Византии от рабовладельческого строя к феодальному.
Полемика была продолжена докладом Эрнста Кирстена в 1958 году на XI международном конгрессе византинистов в Мюнхене, по мнению которого уже в конце VI — первой половине VII века подавляющее большинство ранневизантийских полисов трансформировалось в крепости. Последовательным сторонником дисконтинуитета оставался Александр Каждан, ставивший вопрос следующим образом: был ли город «продуцентом», то есть мог ли он существовать за счёт собственных экономических возможностей, одновременно обслуживая деревню ремесленной продукцией, или «консументом», аккумулируя ренту-налог. В такой терминологии, по мысли Каждана, проблема сводится к выяснению, можно ли назвать византийские города «Тёмных веков» «городами нового типа», «городами-созидателями». Ряд исследователей развивали «катастрофическую теорию», связывающую разрыв в существовании городов с военными поражениями империи в первой половине VII века. Британский историк Марк Уиттоу связывает разрушение старого экономического порядка с утратой к середине VII века богатейших провинций Ближнего Востока и Африки. Свидетельства процветания, продолжавшегося, по его мнению, до 600 года, подтверждаются археологическими находками в городах долины реки Иордан и в деревнях Северной Сирии. Другие исследователи отмечали, что стагнация и упадок начались за полстолетия до персидских вторжений, а в некоторых регионах ещё раньше.
Теория А. Каждана и Э. Кирстена об отмирании античного города в период с VII по середину IX века была оспорена югославским византинистом Георгием Острогорским и американцем Робертом Лопесом, настаивавшими на непрерывности (континуитете) византийского города. Соглашаясь с важностью статистического анализа нумизматических данных, Г. Острогорский отмечал, что подсчёты Каждана касались преимущественно бронзовой монеты, тогда как после царствования Константа II (641—668) её стали меньше чеканить. Напротив, если принимать во внимание только золотые монеты, то картина становится обратной, и доступные коллекции и каталоги демонстрируют увеличение размера кладов в 610—711 годах. Признавая, что удовлетворительного объяснения резкому уменьшению количества бронзовой монеты нет, Острогорский отказывается считать единственным объяснением данного феномена упадок городов. С другой стороны, отмечает историк, перечни епископов не демонстрируют существенного изменения церковной организации по сравнению с предшествующими столетиями. В целом, хотя упадок местного самоуправления в позднеантичных городах нельзя отрицать, говорить о полном исчезновении городов Острогорский считает большим преувеличением. Михаил Сюзюмов в своём анализе указывал на невозможность рассмотрения города исключительно как центра товарного производства. Соглашаясь с тем, что в рассматриваемый период имела место аграризация городов, Сюзюмов не считает это обстоятельство указанием на одновременную дезурбанизацию. По мнению уральского византиниста, «наличие пригородного сельскохозяйственного района, вовлечённого в товарное производство, является самой характерной чертой средневекового города как экономического центра». По мнению историка, византийский город «вошёл в средневековье „в готовом виде“», что означает сохранение им роли центра товарного хозяйства в период перехода от рабовладельческого строя к феодальному. Внешние потрясения VII века, согласно Сюзюмову, привели города к временному упадку, не прекратив развития торговли и ремесла, и не помешали появлению в городах богатой прослойки населения, чьи доходы не были связаны с сеньоральной эксплуатацией.

### Современная историография
Сложившаяся в результате дебатов 1950—1970-х годов «стандартная модель», по которой население позднеантичных городов переселилось в крепости на холмах, в дальнейшем уточнялась данными археологии. Между указанными крайними позициями было предложено множество альтернативных или компромиссных теорий. Распространённым подходом является изучение «трансформационной» динамики, когда «упадок» анализируется в рамках отдельных периодов, социальных групп и территорий, а большее внимание уделяется сохранению и непрерывности отдельных культурных практик. Применительно к городам, последователи трансформационной парадигмы исследуют континуитет отдельных городов, либо обосновывают «неестественный» характер ранневизантийской урбанизации. Сторонники различных вариантов «упадка и падения» (или «падения и упадка») среди современных исследователей также присутствуют. В целом, как отмечает французский историк Сесиль Моррисон, в современной историографии преобладает положительный взгляд на данную трансформацию — как в силу общей веры в прогресс, так и по причине относительно меньшего упадка в Византии, чем в тот же период на Западе.

## Внутреннее развитие Византии в «тёмные века»

### Данные археологии

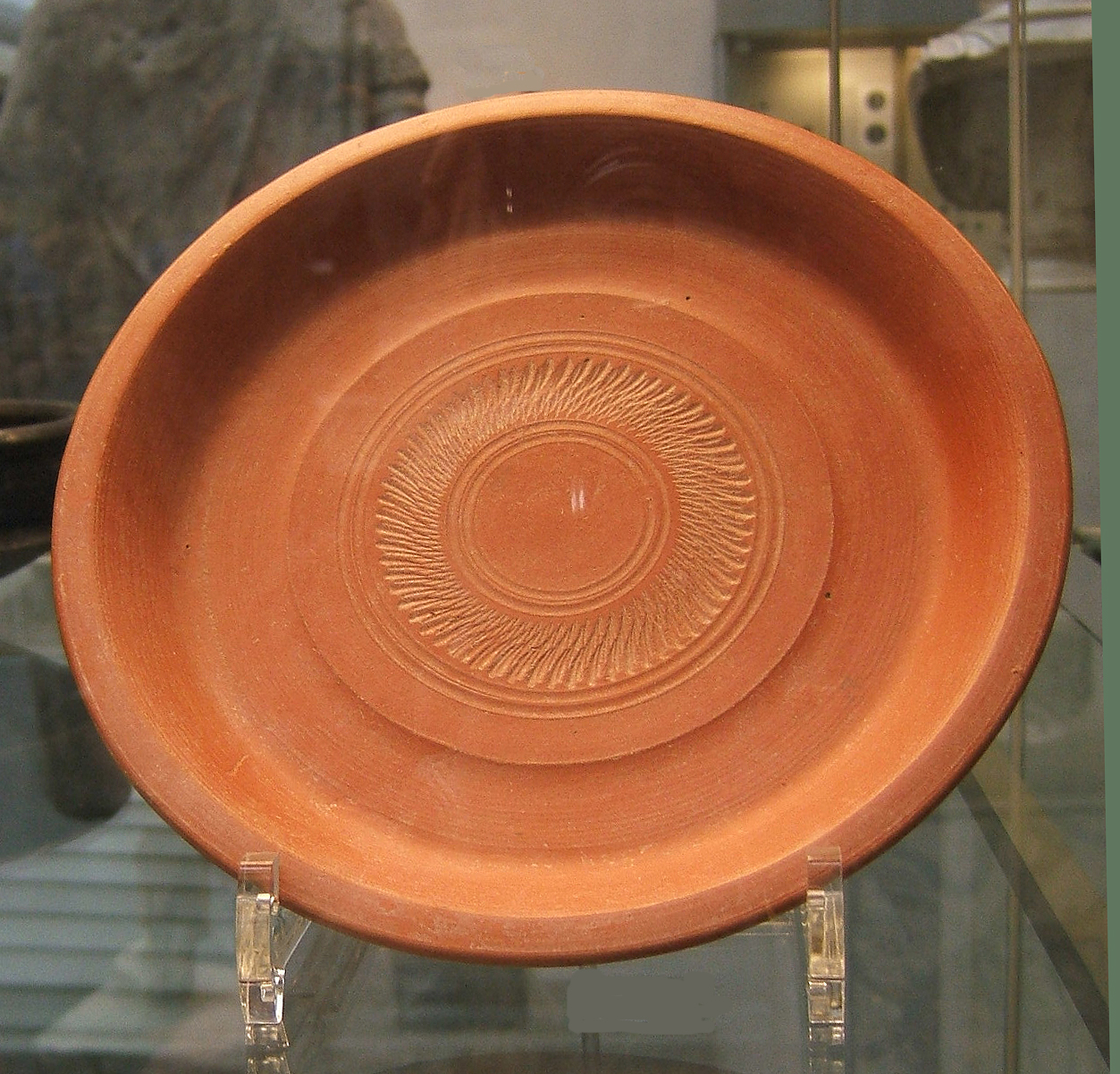
После 650 года Африканская краснолаковая посуда практически не встречается в Византии

Строительство классических публичных зданий в городах начало сокращаться задолго до «тёмных веков». Хотя каждый значительный город имел как минимум один театр, последний театр в Сирии был построен при Филиппе Арабе (244—249). Со второй половины VII века строительство новых общественных зданий прекратилось, если не считать возводимых повсеместно фортификационных сооружений. По наблюдению К. Фосса, крупнейшие города Малой Азии испытали значительные разрушения в 610-х годах, а затем были восстановлены в более скромном виде. Восстановленные Анкира и Сарды в царствование Константа II получили мощные крепостные стены, но поселение внутри укреплений было, фактически, деревней. Типичной является судьба Эфеса, одного из крупнейших городов Малой Азии. В период Поздней Античности это был крупный портовый город, важнейший административный, торговый и финансовый центр, место проведения двух вселенских соборов. Судя по археологическим данным, в городе велось интенсивное и высококачественное строительство. Ситуация драматически изменилась в начале VII века, что, возможно, стало одним из последствий успешных персидских вторжений. К 614 году постройки верхней агоры и роскошные дома вдоль центральных улиц были заброшены навсегда. Строения, ещё активно используемые в конце VI века, были засыпаны мусором и использовались как фундамент для хижин и складов. В годы «Тёмных веков» в Эфесе была построена новая стена, охватывающая часть старого города и прилегающие холмы. Бани времён императора Констанция были разрушены, а театр и дворец разделены на небольшие частные жилища. Снабжавший весь город водой акведук пришёл в негодность, и каждая из частей города должна была решать проблему водоснабжения самостоятельно. Крупнейшая постройка византийского периода в городе — кирпичная церковь Богородицы — была вполовину меньше ранее существовавшей базилики. Кирпичная церковь, в свою очередь, тоже была разрушена и заменена небольшой часовней при кладбище. После того как порт Эфеса был окончательно заброшен в XII веке, город целиком находился в пределах крепости на холме Айясолук. Во многих других случаях население либо полностью покидало города, либо переселялось в соседнюю крепость.
Резюмируя в 1999 году итог многолетних дебатов, В. Брандес заявил, что в период с середины VII по середину VIII века только 4 поселения, кроме столицы, могли претендовать на звание города — Фессалоники, Эфес, Никея и Трапезунд. Из древних городов сохранилось население также в Афинах, Коринфе, Фивах, Смирне, Анкире, Халкидоне и Херсонесе, но занимаемая ими площадь сильно сократилась. Лучше сохранились приморские города, такие, как украшенная при Ираклии Гортина, успешно трансформировавшаяся из античного полиса в небольшой, но активный город. Хотя многие городские центры переместились на возвышенности, что получило в историографии название «переход от полиса к кастрону», нижние части городов остались по-прежнему обитаемыми. Раскопки Амория выявили, что на протяжении всех «тёмных веков» вплоть до разрушения города в 838 году в нём велась активная экономическая жизнь.
Теория Ж. Чаленко (1953—1958) и К. Фосса (1977) о «конце античности» в Малой Азии вследствие причинённых персами разрушений была подвергнута критике. Оппоненты Фосса указывали, что взятые им в качестве примера города могут не являться типичными случаями, а также на то, что византийский город выполнял иную роль, нежели античный полис. Вне зависимости от причин изменений, при переходе от классического города к позднеантичному городское пространство значительно изменилось. В новых политических и экономических реалиях старые муниципальные институты (городские советы, суды, учебные заведения, библиотеки, ипподромы) или приходили в упадок, или полностью исчезали. Здания, не относящиеся к правительственным службам, приходили в запустение или перестраивались. Перестали использоваться гимнасии и театры, колоннады и агора застраивались мелкими пристройками, и даже акведуки переставали функционировать. Главными элементами крупного города стали церкви и торговая площадь. Центральная власть пыталась бороться с проявлениями упадка, но, в долгосрочной перспективе, безуспешно. По мнению британского антиковеда Вольфа Либешюца, прекращение использования по прямому назначению общественных сооружений не означало, что города переставали быть местом сосредоточения населения. Напротив, потребность в новых постройках указывает на увеличившуюся потребность в домах и магазинах. Как отмечал сторонник континуитета археолог Брайан Уорд-Перкинс, в VI веке сентиментальная и эстетическая склонность к общественным зданиям сменилась тенденцией к строительству чего-то более практичного.

### Экономическое положение

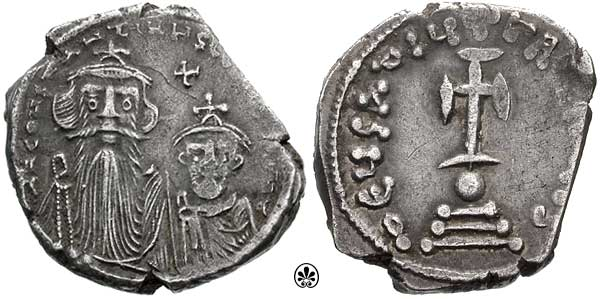
Для финансирования военных расходов император Ираклий начал выпускать серебряные гексаграммы. Гексаграмма Константа II и Костантина IV

Выдвинутая шотландским археологом Уильямом Рамзаем в конце XIX века теория о влиянии изменения торговых путей, начавшегося ещё до падения Западной Римской империи в IV—V веках, не подтвердилась дальнейшими исследованиями. Французский историк Морис Ломбар связывал дезурбанизацию с экономическими факторами, в частности, крупными выплатами золотом на восток и в варварские страны. Многие исследователи упоминают влияние арабских нашествий, приведших к значительным миграциям и изменению образа жизни, затруднению мореплавания вследствие появления арабских пиратов. В результате анализа накопленных археологических данных была выдвинута идея стремительного коллапса, вызванного неожиданными катастрофическими изменениями в окружающем мире. По мнению ряда историков, процветание городов продолжалось примерно до 600 года, когда начались разрушительные войны вначале с персами, а затем с арабами. Приоритет, как правило, отдавался последним, и в 1973 году известный антиковед Питер Браун связал с действиями арабов не только конец античного мира в Азии, но и разрушение традиционных ценностей у жителей малоазийских городов, приведшее к торжеству иконоборчества в следующем столетии. В 1975 году британский археолог Клайв Фосс указал на важность плохо документированного периода с 613 по 626 год, когда значительная часть Анатолии была оккупирована Персией. Нумизматические свидетельства, в том числе отсутствие монет от оставшихся на оккупированных территориях монетных дворов за указанный период и распределение монет по годам в кладах, дополняют данные нарративных источников. Противоречивы нумизматические данные по византийскому Херсонесу: хотя выпуск новой монеты в VII веке прекратился, производилась массовая надчеканка на монетах IV—V веков. Статистические данные по монетным кладам явно указывают на то, что в VII веке обращение монеты резко сократилось. Византийское правительство продолжало чеканить золотые монеты — по мнению А. Каждана, в пропагандистских целях и как символ власти, но используемая в практических торговых операциях медная монета практически полностью исчезла во второй половине столетия.
Немецкий историк Эрнст Кирстен объясняет потерю городами своего экономического значения освобождением крестьян от зависимости в результате восстания узурпатора Фоки, расселением славян на Балканах и арабами на востоке. По мнению Кирстена, появление пришлого элемента привело к увеличению доли натурального хозяйства. Отмечается также культурный упадок городов, вызванный ограблением провинциальных ценностей при Юстиниане I в пользу Константинополя. Влиятельная концепция, наиболее последовательно развивавшаяся в работах советского византиниста Георгия Курбатова, исходит из предположения, что уже в IV веке многие мелкие города утратили городские черты. Таким образом, к VII веку процесс дезурбанизации зашёл уже достаточно далеко, и важную роль играли только наиболее крупные центры. Ближневосточные регионы империи и до войны 602—628 годов испытывали разрушительные вторжения. Хотя Прокопий Кесарийский в трактате «О постройках», говоря о восстановлении Антиохии Юстинианом I после разрушительного персидского похода 540 года, пытался создать впечатление, что город был полностью восстановлен, археологические данные указывают на то, что старый полис не смог вернуться к прежнему великолепию. То же относится и к другим городам Сирии. По мнению британского востоковеда Хью Кеннеди, в ряде крупнейших городов Ближнего Востока (Алеппо, Дамаске, Иерусалиме) переход от классической полисной планировки с широкими улицами с колоннадами в пользу средневековой арабской с рынками начался задолго до середины VII века.
Археологические данные указывают на существование оживлённой торговли в Средиземноморье в V—VI веках. Товары в глиняных сосудах отправлялись с востока на запад, прежде всего из Сирии, Палестины и южных островов Эгейского моря. По предположению Жоржа Чаленко, процветание поселений Северной Сирии было обусловлено доходами от продажи оливкового масла на рынках Константинополя. По мнению американского византиниста Кирилла Манго, процветание деревни не исключало в то же время упадок городов. Рурализация империи означала уменьшение количества горожан, которых требовалось кормить, и приток свежей рабочей силы в деревню. Результатом стала дешевизна продуктов, отмечаемая источниками VIII века. На общее экономическое положение влияло также прекращение выплат наёмникам.

### Демография
Влиянию природных катастроф на ход исторических событий, как правило, не придаётся большого значения. Тем не менее одной из причин упадка в период «тёмных веков» называют вызванные Юстиниановой чумой демографические изменения. Согласно нарративным источникам, демографический эффект эпидемии был настолько значителен, что даже в VII веке в Константинополе проживало не более 40 000 жителей. С другой стороны, убедительных археологических данных, подтверждающих существенную депопуляцию, например, увеличенное число могильных надписей соответствующего периода, обнаружить не удалось. Свой вклад в убыль населения внесли и войны, которые вёл Юстиниан I. В 740-е годы столица перенесла опустошительную эпидемию чумы, после чего начался медленный процесс восстановления количества населения и жизни в городе. К середине VIII века столица Византии утратила большую часть своего населения, и когда в 740 году сильное землетрясение разрушило городские стены, их некому было чинить. Семь лет спустя город почти полностью обезлюдел в результате эпидемии. После чумы 747 года император Константин V заселил Константинополь населением из Греции и островов Эгейского моря, также испытывавших недостаток в людях. В 760-х годах император заселил славянами азиатское побережье Чёрного моря. Примерно с 755 года начался медленный процесс восстановления Константинополя, продолжавшийся до эпохи крестовых походов.
Согласно мнению некоторых исследователей, сократившийся периметр городских стен времён «тёмных веков» соответствует уменьшившемуся населению городов. Данные археологии последних десятилетий позволили установить, что прямая связь между численностью населения и площадью города внутри стен, скорее всего, отсутствует. Сужение общественного пространства, ставшее следствием прекращения использования античных общественных сооружений, по теории Александра Каждана, привело к исчезновении у византийцев публичной общественной жизни, место которой заняла нуклеарная семья. В масштабе государства произошла адаптация к уменьшению населения. В деревне, испытавшей также последствия климатический изменений, исчез институт колоната, происходило внедрение новых сельскохозяйственных технологий и посевных культур.
Сложная демографическая ситуация сложилась и на Балканах. Во многих регионах ко второй половине VII века сократилось количество поселений и их площадь, некоторые области полностью обезлюдели. Нумизматические свидетельства указывают на упадок военной и экономической деятельности, по видимому, из-за перемещения в 620-х годах дислоцированных на юге полуострова войск на восток. Также отмечается сокращение импорта керамики и объёмов строительства, многие кладбища были заброшены. В отличие от Малой Азии, где исследователи уделяют особое внимание изменившимся условиям городской среды, на Балканах в фокусе внимания находится изменение этнического состава в контексте миграции славян.

## Изменения в культуре

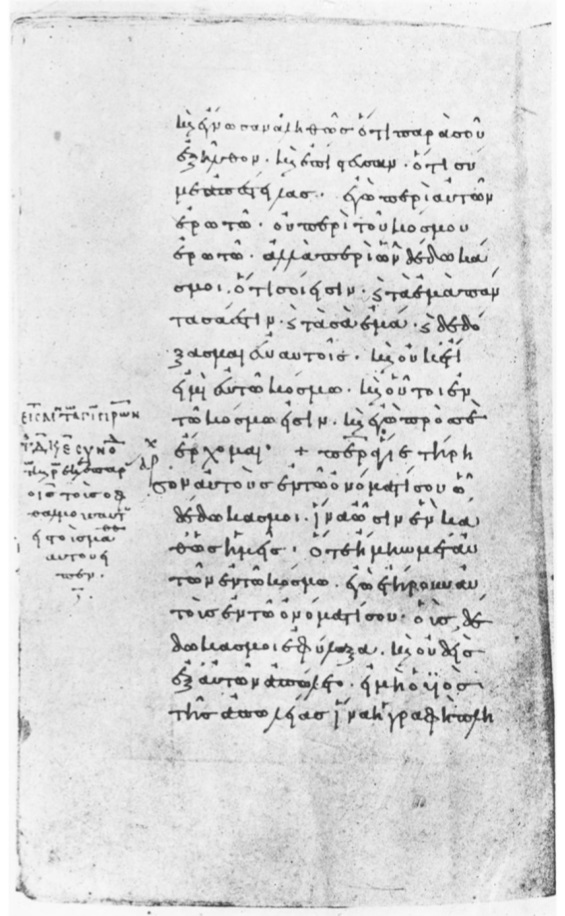
Написанная минускулом страница из Евангелие Успенского, 835 год

По оценке Александра Каждана, в середине VII века полностью затухает научная деятельность, значительно оскудевает творческий потенциал богословов. Прекратила существование традиционная аристократия и вместе с ней городская культура, и даже классические имена вышли из употребления. Французский византинист Поль Лемерль относит начало упадка образованности к предшествующему столетию, связывая его наступление с антиязыческими инициативами Юстиниана I. В то же время, если рассматривать византийскую литературу в более широком контексте, не только произведения «высокого искусства» на греческом языке, картина становится менее однозначной. Для VII века существуют ориентированные на не-греческого читателя исторические труды на армянском, коптском и сирийском языках, в которых события византийской истории рассматриваются как внешние. Тезис А. Каждана о литературной незаполненности, «молчании» «тёмных веков» в более новой историографии оспаривается историками, указывающими на ошибочность игнорирования религиозной литературы. Так, греческий византинист Николаос Томадакис (1974) приписывает происхождение такой деформации тем историкам, которые рассматривают проблему исключительно со светской точки зрения, игнорируя роль церковного или религиозного воспитания. Сходным образом, его британская коллега Аверил Кэмерон говорит о тех современных историках, которые предпочитают работать только с источниками привычного им рода, не рассматривая широкий пласт богословской литературы.
Для более глубокого понимания периода необходимо принимать во внимание памятники и других жанров, такие как вопросники Анастасия Синаита, агиографическую литературу, описания чудес и паломничеств, христианскую полемическую литературу против мусульман и евреев, проповеди и апокалиптические сочинения. Одновременно с политическими и военными событиями эпохи в византийской церкви происходили важные изменения и споры — вначале по поводу монофелитства, затем иконоборчества, сопровождавшиеся каноническими документами, перепиской церковных иерархов и богословскими трактатами. К «тёмным векам» принадлежит один из величайших византийских богословов Максим Исповедник (ум. 662). Хотя такие «нетрадиционные» источники также имеют свои лакуны, неоднократно указывалось на важность их использования для исследований, сосредоточенных не на институциональных или политических аспектах истории Византии. По мнению П. Лемерля неправомерно обвинять в мракобесии период, «который, быть может, показал свое равнодушие к „просвещению“ только потому, что ему нужно было решать более неотложные проблемы, которые он и сумел решить». Другой ошибкой историк называет мнение об иконоборческом споре как «разрушительном и обеспложивающем» явлении, тогда как он стимулировал философскую полемику между иконоборцами и иконопочитателями, из которой сохранились труды только последних.
Среди исследователей нет единства во мнениях относительно уровня грамотности населения в «тёмные века». Согласно традиционной точке зрения, он на протяжении всей истории Византии был достаточно высок и, как минимум, значительная часть византийцев умела читать. Большинство святых — единственная категория византийцев, о жизни которых известно от рождения до смерти, судя по житийной литературе, как и аристократы, умели читать и писать. Вплоть до царствования Ираклия функционировал Константинопольский университет, в котором в начале VI века преподавали грамматик Георгий Хиробоск и философ Стефан Византийский. По-видимому, система начального образования сохранилась в VIII веке. Как доказывает П. Лемерль, приписываемые первому императору-иконоборцу Льву III уничтожение Константинопольского университета и убийство его преподавателей является вымыслом иконопочитателей, но с VI века высшее образование не развивалось, и когда оно возродилось в IX веке, преподавание велось по тем же книгам, что и во времена Юстиниана. Насколько можно судить по агиографическим источникам, «начальное» (др.-греч. προπαίδεια) и «среднее» (др.-греч. παίδεια, ἐνκúκλιος) образование в VIII—IX веках не претерпели изменений.
На конец «тёмных веков» пришлись два важных изменения в области распространения знания. Примерно в конце VIII века через арабов распространилась технология изготовления бумаги. Старейшей сохранившейся бумажной книгой на греческом языке является датируемая примерно 800 годом рукопись Vat. gr. 2200. Достаточно быстро бумага распространилась по империи, заменив ставший труднодоступным после потери Египта папирус. Хотя бумага была дешевле пергамена, её появление в Византии в IX веке не имело в тот момент большого значения для книжного дела. Примерно в то же время и, возможно, по причине уменьшения количества доступного писчего материала, распространилось написание рукописей строчными буквами — минускулом, в противоположность популярному в предшествующие столетия маюскулу (унциалу). Неизвестно, где появилось новое начертание, возможно, в скриптории Студийского монастыря. Возможно, выработка более быстрого, читаемого и экономичного письма и была связана с потребностью в распространении текстов и идей, порождённых спором вокруг икон. В минускульных рукописях были введены разделение слов, ударение и пунктуация, при их переписке совершалось меньше ошибок — всё это подготовило почву для последующего возрождения гуманитарного знания.

## Завершение «тёмных веков»
Организация фем привела к повышению обороноспособности империи и улучшила защиту внутренних областей, но в начале IX века Византия продолжала терпеть чувствительные поражения. В 811 году в битве с болгарами погиб император Никифор I (802—811), в 812—814 годах арабы разоряли Фракию, в 838 году ими были разрушены главные города Малой Азии, Анкира и Аморий, в 844 году византийцы потерпели поражение при Мавропотаме. В 850-х годах положение улучшилось, а победы в кампании 863 года устранили угрозу арабских вторжений. Экономическое положение начало улучшаться несколько раньше, хотя оно не было катастрофическим на протяжении VII—VIII веков. При Константине V налоги были существенно повышены, но их снижение в 801 году императрицей Ириной привело к внутриполитическому кризису. Свергнувший Ирину Никифор провёл в 810 году финансовые реформы, и уже император Феофил имел достаточно средств, чтобы осуществить масштабную программу строительства. Возрождение культуры началось ещё раньше, в последние десятилетия VIII века, хотя вопрос о глубине интеллектуальной деградации в «тёмные века» является дискуссионным. О том, что в «тёмные века» культурные устремления не были полностью забыты, свидетельствует эпизод из жития Феодора и Феофана Начертанных. Своё прозвище святые получили за то, что в 836 году по приказу императора-иконоборца Феофила на их лицах были начертаны ямбические стихи. Тот факт, что дурно сложенные стихи могли дискредитировать простых монахов, историк Маргарет Маллетт считает указанием на продолжение существования классической традиции. Византинисты, как правило, не связывают прогресс в области образования с военными и экономическими успехами Византии. Более вероятно, что к успеху привёл упадок халифата Аббасидов или приток мигрантов из Армении или славянских племён.
Археологические данные позволяют проследить процесс восстановления на территории современных Болгарии и Румынии. Были основаны новые города, например, на месте древнего Севтополя, оживилась торговля в существовавших, приобретали статус городов крепости и временные поселения, как в Пакуюл луй Соаре. В Патры вернулись жители из Калабрии, в Лакедемон из Монемвасии. Наряду с Монемвасией, судьба которой известна из «Монемвасийской хроники», посредством синэкизма после завершения «тёмных веков» образовались Сервия, Стробилос, Преслав и множество других городов на территории современной Болгарии. Аналогичные процессы происходили на юге полуострова. В VII—VIII веках большая часть Афин была покинута жителями и, по словам Фердинанда Грегоровиуса, «город являлся как бы перегорелым шлаком идеальной жизни своего прошлого», сократившись до территории, непосредственно прилегающей к Акрополю. Возрождение началось во второй половине IX века и отмечено постройкой церкви Иоанна Мангутиса в 871 году, но восстановление благосостояния продолжалось до XII века. То же самое происходило в Коринфе и Спарте. Из других греческих областей больше всего археологических данных относятся к Македонии и Фракии. О Фессалониках, крупнейшем городе региона, источники XII века сообщают как о важном коммерческом центре. Во многих городах велось интенсивное церковное строительство.
Существенно сложнее реконструировать обстоятельства восстановления городской жизни в Малой Азии. Вероятно, только в Никее, Смирне, Анкире и Халкидоне поселения непрерывно существовали со времён Поздней Античности. Не терял городского характера также крымский Херсонес. Покинутые в VII веке города были отстроены три века спустя, но в них уже не было прежней упорядоченности. Накопленные начиная со второй половины XX века археологические данные позволили сделать вывод о том, что восстановление в малоазийских городах произошло не сразу после окончания «Тёмных веков». По мнению немецкого археолога Филиппа Нивёнера (Philipp Niewöhner), в связи с временным устранением арабской угрозы византийцы утратили потребности в городских фортификациях, и только в конце XI века, когда начались вторжения сельджуков, византийцы вновь ощутили потребность в защите. В Милете не был устранён ни ущерб, причинённый персами, ни дополнительные разрушения из-за землетрясения, произошедшего в неустановленное время до XI века. Обломки Серапеума и рыночных ворот так и не были убраны, заблокировав входы в город. С приходом турок в регион Милет был переоснован под именем Кастрон тон Палатион, представляя теперь крепость и обнесённый стенами город. Крепость была возведена на самой высокой точке театра, мраморные сиденья которого были использованы как строительные блоки. Ни укрепления, ни жилые постройки в городе не соотносятся с постройками прежнего Милета. Аналогично, археологические находки в Пергаме обнаруживаются только в слоях начиная со второй половины XI века, когда восстановили городскую крепость, но к тому времени великолепный древний город превратился в скопление небольших жилых домов и лавок. Сарды, после длительного запустения, вновь возникли около крепости как группа деревень вокруг разобранного храма Артемиды. В целом, за исключением Эфеса, Никомедии, Никеи и Атталии, в средневизантийский период малоазийские города были скорее крепостями и сельскохозяйственными общинами, чем центрами торговли и ремесла.
В связи с возобновлением развития городов в конце XI века Жильбер Дагрон ставит вопрос о том, сопровождалось ли оно соответствующим демографическим подъёмом в деревне, или же происходило за её счёт. По мнению французского византиниста, медленный рост населения в XI—XII веках наблюдался и в городах, и в сельской местности. Что касается датировки такого поворота, то символической вехой считается поражение византийцев при Манцикерте в 1071 году, вскоре после которого к власти пришла династия Комнинов. В историографии «военных» комниновских императоров, опиравшихся на региональные феодальные элиты, преимущественно сельские, обычно противопоставляют их «гражданским» предшественникам 1025—1081 годов, благоприятствовавших развитию среднего класса в городах.